# Stazione di Komagawa
La stazione di Komagawa (高麗川駅?, Komagawa-eki) è una stazione ferroviaria di interscambio situata nella cittadina di Hidaka della prefettura di Saitama in Giappone, ed è servita dalla linea Hachikō e dalla linea Kawagoe della JR East.

## Linee
JR East
■ Linea Hachikō
■ Linea Kawagoe

## Struttura
La stazione è dotata di un marciapiede laterale e uno a isola con tre binari passanti totali.
| 1-3 | ■ Linea Hachikō | per Higashi-Hannō, Haijima e Hachiōji                     |
| 1-3 | ■ Linea Kawagoe | per Kawagoe e Ōmiya                                       |
| 2   | ■ Linea Hachikō | per Ogawamachi, Yorii, Matsuhisa, Gunma-Fujioka e Takaski |

## Stazioni adiacenti
| «                       | Servizio                | »                       |
| Linea Hachikō - Kawagoe | Linea Hachikō - Kawagoe | Linea Hachikō - Kawagoe |
| ----------------------- | ----------------------- | ----------------------- |
| Higashi-Hannō           | Locale                  | Musashi-Takahagi        |
| Linea Hachikō           |                         |                         |
| Capolinea               | Locale                  | Moro                    |